# 英格堡乡
英格堡乡，是中华人民共和国新疆维吾尔自治区昌吉回族自治州木垒哈萨克自治县下辖的一个乡镇级行政单位。

## 行政区划
英格堡乡下辖以下地区：
英格堡村、街街子村、马场窝子村、庙尔沟村、菜籽沟村、王家庄子村和月亮地村。